# ودون، باکینگهام‌شر
ودون (به انگلیسی: Weedon) یک روستا و محله مدنی در بریتانیا است که در Aylesbury Vale واقع شده‌است. ودون ۲۷۵ نفر جمعیت دارد.